# 王家烈
王家烈（1893年7月10日—1966年8月11日），字绍武，中国贵州桐梓人，中华民国时期軍閥，曾任國民革命軍第二十五軍軍長兼貴州省主席。

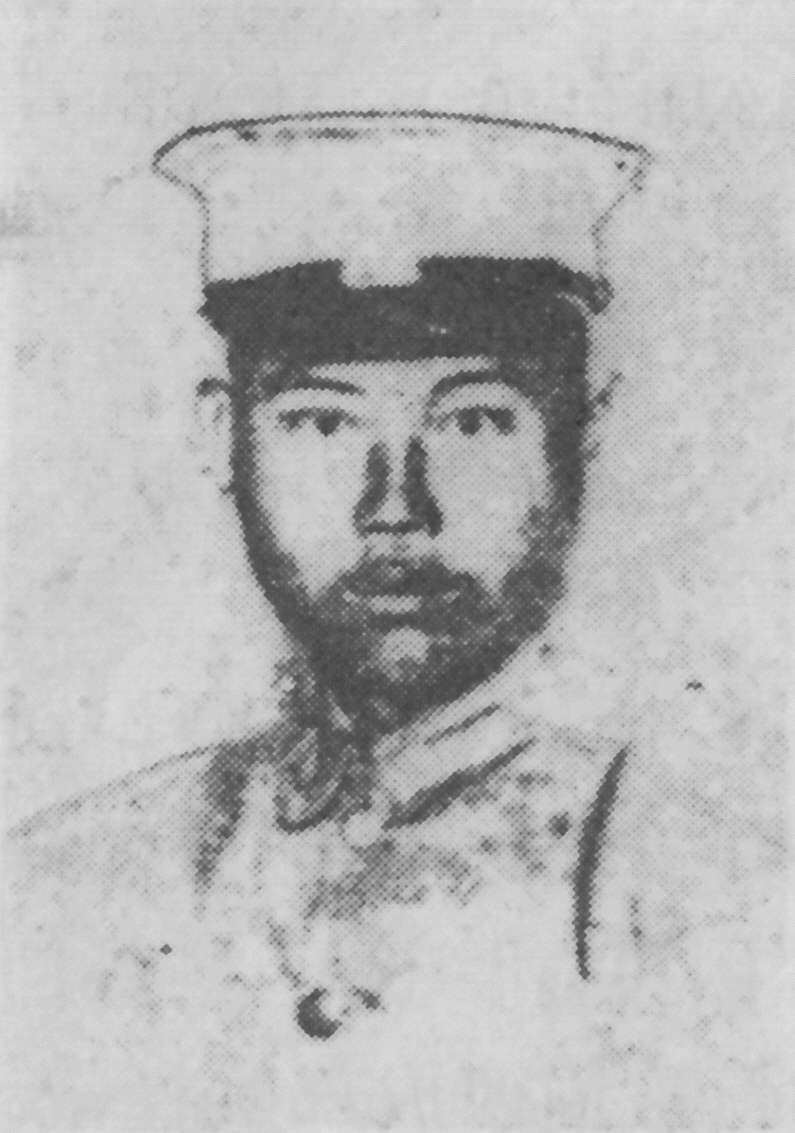
王家烈

## 生平
1893年7月10日（农历五月二十七日）生于贵州省桐梓县新站区小水乡。1911年毕业于桐梓高等小学堂。1912年去遵义，在县境教私塾。1914年8月在遵义入伍。1915至1917年先后入贵州陆军模范营和貴州陸軍講武學堂学习，后参加护法战争入湘作战。1920年返黔后，得到貴州省北部實力派軍人周西成的賞識，在其麾下擔任黔軍第3師八连连长。1926年3月任黔军第二师师长。
1927年4月，周西成拥蒋出兵讨共，命王率部入湘，驻沅陵，后退驻桐仁。1928年春，被周西成保荐为前敌总指挥，驻綦江、东溪一带。同年夏，川战发生，任援川前敌总指挥。10月爆发周西成与李燊之战，王家烈的二十五軍與李所率領的國民革命軍第四十三軍交戰，李燊在此役大敗逃往雲南由龍雲收留，王亦负重伤。1929年5月，李燊再度捲土重來，在龍雲、新桂系支持下擔任討逆軍第10路總指揮向貴州進軍。周西成在与李燊作战中，在镇宁县被流弹击毙，李燊在戰勝後進駐貴陽，擔任貴州省臨時政務委員會主席。因貴州本地實力派軍人首腦猝逝，王家烈率部由铜仁赶赴遵义，协同毛光翔（周西城表弟）稳住阵脚，並將李燊逐出貴陽。毛光翔任第二十五军军长兼贵州省主席后，支持毛有功的王家烈升任副军长。
王家烈成為貴州的掌權者，對內是靠其正妻同時也是銅仁市名門之女萬淑芬爭取到貴州省北部望族對他的支持，對外則是向南京政府輸誠取得自治權限。1929年冬，蒋介石任命王为“讨逆指挥官”，令其开赴黔边牵制桂系。王寻机向外发展，迅即得到黔东、黔东南广大地区。1930年7月，蒋命王为“湘黔边区剿匪總司令”率部入湘西会剿红军。在年“清剿”张云逸、李明瑞部红军过程中，获蒋介石奖励大批枪械。1932年2月王家烈重兵指向贵阳，蒋介石任命王家烈为二十五军军长，毛光翔被迫就范。国民政府于3月30日正式任命王为贵州省政府主席兼民政厅厅长。
1932年11月，毛光翔、蒋在珍在遵义起事倒王。正当王部全力进攻遵义时，驻安顺的二十五军第二师（師長猶國材），于1932年11月24日發兵反王，第2師迅速袭佔贵阳。王部回援不及，败走榕江。12月初，蒋介石令犹国材接任第二十五军军长，暂兼代贵州省主席。1933年1月19日，王家烈反攻夺回贵阳。21日，王家烈宣布复任。4月8日获得国民政府承认。
1935年2月，王家烈得到蔣中正指示，發兵對付長征逃竄入貴州的中国工农红军，蔣並授予他第2路軍第4縱隊指揮官頭銜。但是其麾下的二十五軍在四渡赤水战役中不但沒有阻止中央紅軍的入侵，主力部隊大部分遭到擊潰，僅剩1個團的殘存兵力自遵義南門逃脫。二十五軍的潰敗導致中央軍第一縱隊指揮官吳奇偉率領的國民革命軍第59師、93師在遵義戰役遭到中央紅軍殲滅。由於王家烈的軍事能力與權力因此場戰敗遭大幅削弱，國民政府因此動念將其撤換，在薛岳率領的中央軍主力部隊進入貴州後，王家烈同張學良登機赴武漢，又被轉送到南京，蔣中正此時將王家烈的軍長與貴州省主席職務雙雙撤職，並將其調為為軍事參議院中將參議，等同直接摧毀其軍政資本。
而王家烈所遺留的軍政空缺，貴州省主席由南京政府指派吳忠信接手，二十五軍的下屬部隊保留並依國民革命軍編制更改番號，調整編制，軍級編制則由國民革命軍第十三軍部隊替換（下轄國民革命軍第13師，軍長兼師長萬耀煌）。此後在貴州省內的黔系地方勢力被完全瓦解。王家烈抗戰爆發後先擔任第31集團軍副軍團長，在1938年8月短暫出任第20集團軍副指揮官，但不久後又被撤職至重慶繼續擔任軍事參議院中將高級參議，雖仍保留職務，但實際上已無足輕重。
1945年王家烈退伍，1947年當選第一屆中華民國國民大會代表，在從政期間支持李宗仁。1948年底被任命為貴州綏靖公署副主任，但王家烈因與蔣中正不合並無赴任，長居於老家貴州桐梓。
1949年底中華人民共和國佔領貴州，將王家烈接往貴州省城貴陽。1950年授予西南軍政委員會委員一職，從1954年起擔任貴州省第一屆人民大會代表，1955年任中华人民共和国贵州省政协副主席。1958年当选民革贵州省委委员。王家烈关心贵州建设和人民生活，不顾重病和政治压力，对“大跃进”造成的“遵义事件”进行了批评，认为把粮食调光农民不能安心搞生产，“才得了浮肿病”，以致最后“造出人祸”。并提醒当局说：“农村太整得恼火了”。同时，以亲身经历和所知贵州史事，撰写成大量史料文章，供给历史学界研究。

## 黔系军阀表
| 姓名   | 统治时间             |
| ------ | -------------------- |
| 刘显世 | 1912年3月-1920年11月 |
| 袁祖铭 | 1922年8月-1926年6月  |
| 周西成 | 1926年6月-1929年4月  |
| 毛光翔 | 1929年5月-1932年2月  |
| 王家烈 | 1932年2月-1935年5月  |